# Camillo Zuffi
Camillo Zuffi (Bergamo, 9 aprile 1912 – Bergamo, 4 marzo 2002) è stato un fumettista italiano autore insieme a Tristano Torelli della serie Piccolo Sceriffo.

## Biografia
Completata la scuola dell'obbligo, si trasferisce a Milano dove lavora in una tipografia mentre frequenta di sera un corso di disegno all'Accademia di Brera; esordisce nel 1938 realizzando per la casa editrice La Prora le illustrazioni per un libro, "I disperati della guardia". Nel 1945 trova lavoro come decoratore di ceramiche. Conosce nel 1947 Tristano Torelli che gli affida la realizzazione dei disegni della serie a fumetti Carnera alla quale seguono, nel 1948, alcune storie per la collana Albi Salgari; lo stesso anno crea il personaggio del Piccolo Sceriffo, pubblicata dallo stesso Torelli che fu anche autore dei testi insieme a Giana Anguissola e che verrà pubblicata fino al 1968 riscuotendo notevole successo; la serie venne anche pubblicata contemporaneamente in Messico dallo stesso Torelli col titolo "El pecueño Sheriff". Mentre continua la realizzazione di questa serie, sempre per Torelli realizza nel 1952 due serie di genere avventuroso Slim, il ragazzo d’acciaio e Sadokim, il ragazzo delle nevi, pubblicate in appendice alla serie El Bravo; nel 1959 sempre con Torelli la serie Billy Boy.
Durante gli anni sessanta realizza anche serie a fumetti per adulti come Alboromanzo Vamp, Sadik, La vergine nera, Jena, altre western come Calamity Jane e Jack Wesson, e bellico pubblicate sulla testata "Victory" dal 1968; disegna anche la serie El Desperado edita dalle Edizioni Alhambra. Lavora anche con editori stranieri realizzando serie western come Bull Rockett sulla testata Les Albums du Grand Blek edita in Francia dalla Lug, e disegna per la britannica Fleetway qualche episodio della serie su Kit Carson sulla collana Cowboy Picture Library e di Mustang Gray nella collana Pearson's Western Picture Library. Dal 1969 disegna Bonnie, serie a fumetti per adulti edita dalla Ediperiodici della quale realizzerà oltre cento numeri, e quella per ragazzi, Jean La Morte, scritta da Nino Cannata.
Nel 1975 venne colpito da trombosi e si ritira dall'attività professionale; si dedicherà poi alla pittura fino alla morte nel 2002.